# Thelcticopis ochracea
Thelcticopis ochracea är en spindelart som beskrevs av Pocock 1899. Thelcticopis ochracea ingår i släktet Thelcticopis och familjen jättekrabbspindlar. Inga underarter finns listade i Catalogue of Life.